# Локня (притока Клевені, Кролевецький район)
Ло́кня — річка в Україні, у межах Конотопського району Сумської області, права притока Клевені (басейн Дніпра). 
Річка Клевень має ще одну праву притоку Локню.

## Опис
Довжина річки 17 км, похил річки — 2,9 м/км, площа басейну 63,2 км². Бере початок на північний схід від села Локня. Тече переважно на південь. Впадає до Клевені на схід від села Камінь, недалеко від місця впадання Клевені в річку Сейм. 